# Liste des gouvernorats du Yémen

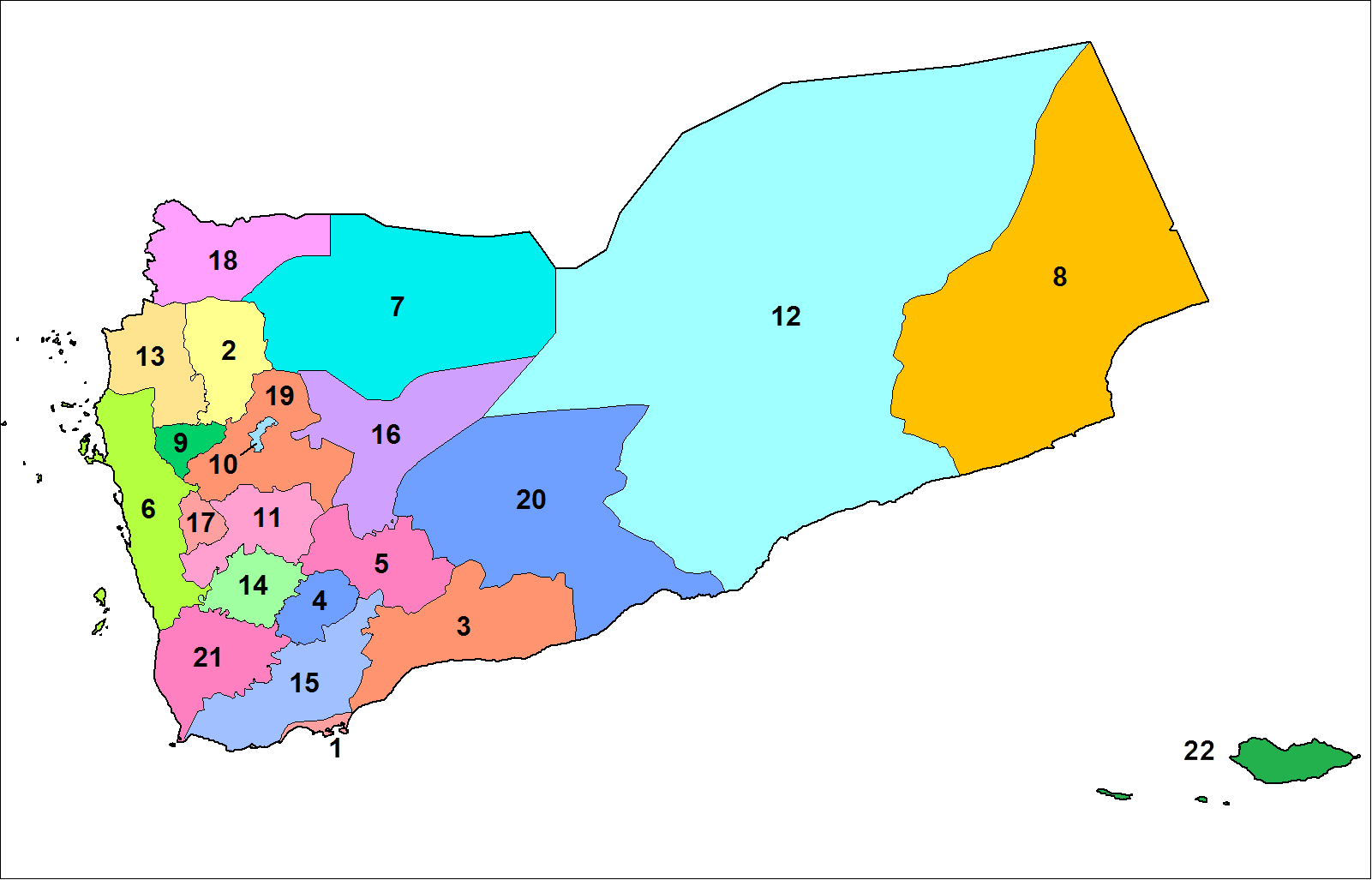
Les gouvernorats du Yémen.

Le Yémen est divisé en 22 subdivisions administratives appelées gouvernorats (en ar. muhafazat, au singulier - muhafazah), plus une ville, qui est la capitale :

## Liste des gouvernorats
1. Gouvernorat d'Aden
2. Gouvernorat d'Amran
3. Gouvernorat d'Abyan
4. Gouvernorat d'Ad Dali'
5. Gouvernorat d'Al Bayda'
6. Gouvernorat d'al-Hodeïda
7. Gouvernorat d'Al Jawf
8. Gouvernorat d'Al Mahra
9. Gouvernorat d'Al Mahwit
10. Ville de Sanaa
11. Gouvernorat de Dhamar
12. Gouvernorat de l'Hadramaout
13. Gouvernorat de Hajjah
14. Gouvernorat de Lahij
15. Gouvernorat d'Ibb
16. Gouvernorat de Ma'rib
17. Gouvernorat de Raima
18. Gouvernorat de Sa'dah
19. Gouvernorat de Sanaa
20. Gouvernorat de Chabwa
21. Gouvernorat de Ta'izz
22. Gouvernorat de Socotra